# Uruçuí (kommun)
Uruçuí är en kommun i Brasilien.   Den ligger i delstaten Piauí, i den östra delen av landet, 1 000 km norr om huvudstaden Brasília. Antalet invånare är 20 152.
Följande samhällen finns i Uruçuí:
- Uruçuí

Omgivningarna runt Uruçuí är huvudsakligen savann. Runt Uruçuí är det mycket glesbefolkat, med 2 invånare per kvadratkilometer.